# Lidia Gueiler Tejada
Lidia Gueiler Tejada (28 tháng 8 năm 1921 – 9 tháng 5 năm 2011) là một nữ chính trị gia người Bolivia, từng giữ chức vụ Tổng thống lâm thời thứ 56 của Bolivia từ năm 1979 đến năm 1980. Bà là nữ nguyên thủ quốc gia đầu tiên trong lịch sử Bolivia, và là nữ tổng thống thứ hai trong một nước cộng hòa tại châu Mỹ, sau Isabel Perón của Argentina (1974–1976).
Ngoài sự nghiệp chính trị, bà còn được biết đến là chị họ của nữ diễn viên người Mỹ Raquel Welch, một ngôi sao nổi tiếng của Hollywood trong thập niên 1960–1970.

## Thời niên thiếu và sự nghiệp chính trị
Lidia Gueiler Tejada sinh ra tại Cochabamba, Bolivia, trong một gia đình đa sắc tộc. Cha bà là Moisés Gueiler Grunewelt, một người nhập cư gốc Đức, còn mẹ bà là Raquel Tejada Albornoz, người Bolivia. Bà theo học tại Instituto Americano ở Cochabamba và tốt nghiệp với bằng cử nhân nghệ thuật. Trong những năm 1940, Gueiler gia nhập Phong trào Dân tộc Cách mạng (MNR), một đảng chính trị có vai trò then chốt trong cuộc Cách mạng Quốc gia Bolivia năm 1952. Sau thắng lợi của MNR, bà được bầu vào Quốc hội Bolivia và phục vụ tại đó từ năm 1956 đến năm 1964. Năm 1964, khi MNR bị lật đổ trong một cuộc đảo chính do các tướng René Barrientos và Alfredo Ovando lãnh đạo, Gueiler buộc phải sống lưu vong ở nước ngoài suốt 15 năm. Trong thời gian này, bà gia nhập Đảng Cách mạng Cánh tả Dân tộc (PRIN) của nhà lãnh đạo lao động Juan Lechín, đồng thời giữ chức Phó Chủ tịch Mặt trận Cánh tả Cách mạng (FRI).
Khi trở về Bolivia vào năm 1979, Gueiler tái tranh cử Quốc hội và được bầu làm Chủ tịch Hạ viện với sự ủng hộ của liên minh MNR do cựu Tổng thống Víctor Paz Estenssoro dẫn dắt.
Tại cuộc bầu cử tổng thống năm 1979, không ứng viên nào giành được quá 50% số phiếu hợp lệ, khiến quyền lựa chọn tổng thống rơi vào tay Quốc hội. Tuy nhiên, sau nhiều vòng bỏ phiếu không đạt được đồng thuận, một giải pháp tạm thời được đưa ra: Chủ tịch Thượng viện Wálter Guevara được chỉ định làm Tổng thống lâm thời trong lúc chờ tổ chức bầu cử mới vào năm 1980. Tuy nhiên, Guevara nhanh chóng bị lật đổ trong một cuộc đảo chính do Tướng Alberto Natusch cầm đầu. Cuộc đảo chính vấp phải sự phản đối quyết liệt từ người dân, dẫn đầu là Tổng liên đoàn Lao động Bolivia (COB) của Juan Lechín, với một cuộc tổng đình công toàn quốc. Kết quả là Natusch chỉ chiếm giữ được Phủ Tổng thống Palacio Quemado trong vỏn vẹn 16 ngày, trước khi bị buộc phải từ chức. Tuy nhiên, một điều kiện được đặt ra là Guevara sẽ không được phục hồi chức vụ.

## Tổng thống lâm thời Bolivia
Sau khi Quốc hội Bolivia cam kết không phục chức cho Wálter Guevara sau cuộc đảo chính thất bại của tướng Natusch, Lidia Gueiler Tejada, khi đó là Chủ tịch Hạ viện, đã được lựa chọn làm Tổng thống lâm thời của Bolivia vào cuối năm 1979.
Trong vai trò Tổng thống lâm thời, bà được giao trọng trách chính là tổ chức bầu cử dân chủ mới, nhằm tái lập trật tự hiến pháp cho đất nước. Cuộc tổng tuyển cử được ấn định vào ngày 29 tháng 6 năm 1980, đánh dấu nỗ lực của Bolivia trong việc quay lại với nền dân chủ sau chuỗi biến động chính trị và các cuộc đảo chính quân sự.

### Bị lật đổ trong cuộc đảo chính năm 1980
Tuy nhiên, trước khi các tân nghị sĩ được tuyên thệ nhậm chức, Gueiler đã bị lật đổ trong một cuộc đảo chính quân sự vào tháng 7 năm 1980. Đáng chú ý, người đứng đầu cuộc đảo chính lại chính là người anh họ của bà – Tướng Luis García Meza Tejada, một sĩ quan theo đường lối bảo thủ trong quân đội Bolivia.
Cuộc đảo chính được hậu thuẫn bởi một số quốc gia trong khu vực như Argentina, Brazil và Peru, trong khi chính quyền của Gueiler cũng từng nhận được sự ủng hộ nhất định từ cả Liên Xô và Hoa Kỳ trong nỗ lực giữ ổn định tình hình chính trị.
Sau khi bị lật đổ, Gueiler phải sống lưu vong tại Pháp, bà ở lại đó cho đến năm 1982, khi chế độ độc tài quân sự của García Meza sụp đổ và nền dân chủ được tái lập tại Bolivia.

## Hoạt động ngoại giao và xã hội sau này
Sau khi rút khỏi vai trò nguyên thủ quốc gia, Lidia Gueiler Tejada tiếp tục phục vụ đất nước trong lĩnh vực ngoại giao, đảm nhiệm vai trò đại sứ Bolivia tại nhiều quốc gia. Bà lần lượt được bổ nhiệm làm đại sứ tại Colombia, sau đó là Tây Đức, và cuối cùng là Venezuela vào năm 1989, sau khi bà gia nhập đảng Phong trào Cánh tả Cách mạng (MIR) của Tổng thống Jaime Paz Zamora. Đến giữa những năm 1990, bà chính thức rút khỏi đời sống chính trị.
Trong suốt cuộc đời, Gueiler là một nhà hoạt động nữ quyền nổi bật ở Bolivia. Bà tích cực tham gia vào các tổ chức đấu tranh vì quyền phụ nữ và bình đẳng giới. Ngoài ra, bà phản đối mạnh mẽ chính sách “Chiến tranh chống ma túy” do Hoa Kỳ hậu thuẫn ở khu vực Mỹ Latinh, đặc biệt là Kế hoạch Colombia (Plan Colombia) – một chiến dịch quân sự và chính trị gây tranh cãi. Gueiler còn là tác giả của hai cuốn sách: La mujer y la revolución (Người phụ nữ và cách mạng, xuất bản năm 1960), tập trung vào vai trò của phụ nữ trong các cuộc đấu tranh xã hội và cách mạng. Mi pasión de lideresa (Niềm đam mê làm nữ lãnh đạo, xuất bản năm 2000), là tự truyện kể về hành trình chính trị, cuộc sống lưu vong và quãng thời gian đảm nhiệm cương vị nữ tổng thống đầu tiên của Bolivia. 
Bà đã ủng hộ ứng cử viên Evo Morales trong cuộc bầu cử tổng thống Bolivia năm 2005, người sau này trở thành tổng thống dân tộc bản địa đầu tiên của quốc gia này.
Năm 2009, Lidia Gueiler nhận lời làm Chủ tịch danh dự của Tổ chức Nhân quyền Bolivia, ghi nhận vai trò của bà trong việc thúc đẩy nhân quyền, dân chủ và bình đẳng giới. Bà là người nhận nhiều danh hiệu và giải thưởng, trong đó có: Huân chương Condor của dãy Andes hạng Grand Cross – một trong những danh hiệu cao quý nhất của nhà nước Bolivia. Phụ nữ của năm của Liên Hợp Quốc năm 1979 .

## Cái chết
Vào ngày 9 tháng 5 năm 2011, Lidia Gueiler Tejada qua đời tại La Paz, Bolivia, sau một thời gian dài chống chọi với bệnh tật. Bà hưởng thọ 89 tuổi.